# Cheval en Équateur
Le cheval en Équateur (espagnol : caballo) provient d'introductions par les colons européens. Le pays dispose d'une variété de cheval Criollo locale, encore non-officiellement répertoriée. Les pratiques équestres sont liées au tourisme et au travail avec le bétail. 

## Histoire
Des fossiles de chevaux sauvages datant de la Préhistoire ont été retrouvées sur tout le continent américain. L'Équateur est arpenté par des équidés (dont Equus (A.) andium) voilà environ trois millions d'années, mais le cheval s'est ensuite éteint sur tout le continent, environ 10 000 ans av. J.C., peut-être sous la pression de la chasse des populations humaines. L'espèce est réintroduite par des explorateurs et des colons européens sous sa forme domestique, au XVe siècle.
Le cheval domestique est naturellement absent de toutes les régions équatoriales de la planète ; le cheval Criollo d'Équateur a donc été amené par des colons européens. Le cheptel actuel de chevaux d'Équateur doit son existence au cheval colonial espagnol.
L'Équateur fait partie des « points chauds » génétiques à l'origine de la diffusion du Criollo, ceci pouvant indiquer qu'il s'agit d'un des points d'arrivée et de dissémination du cheval en Amérique du Sud.

## Pratiques et usages

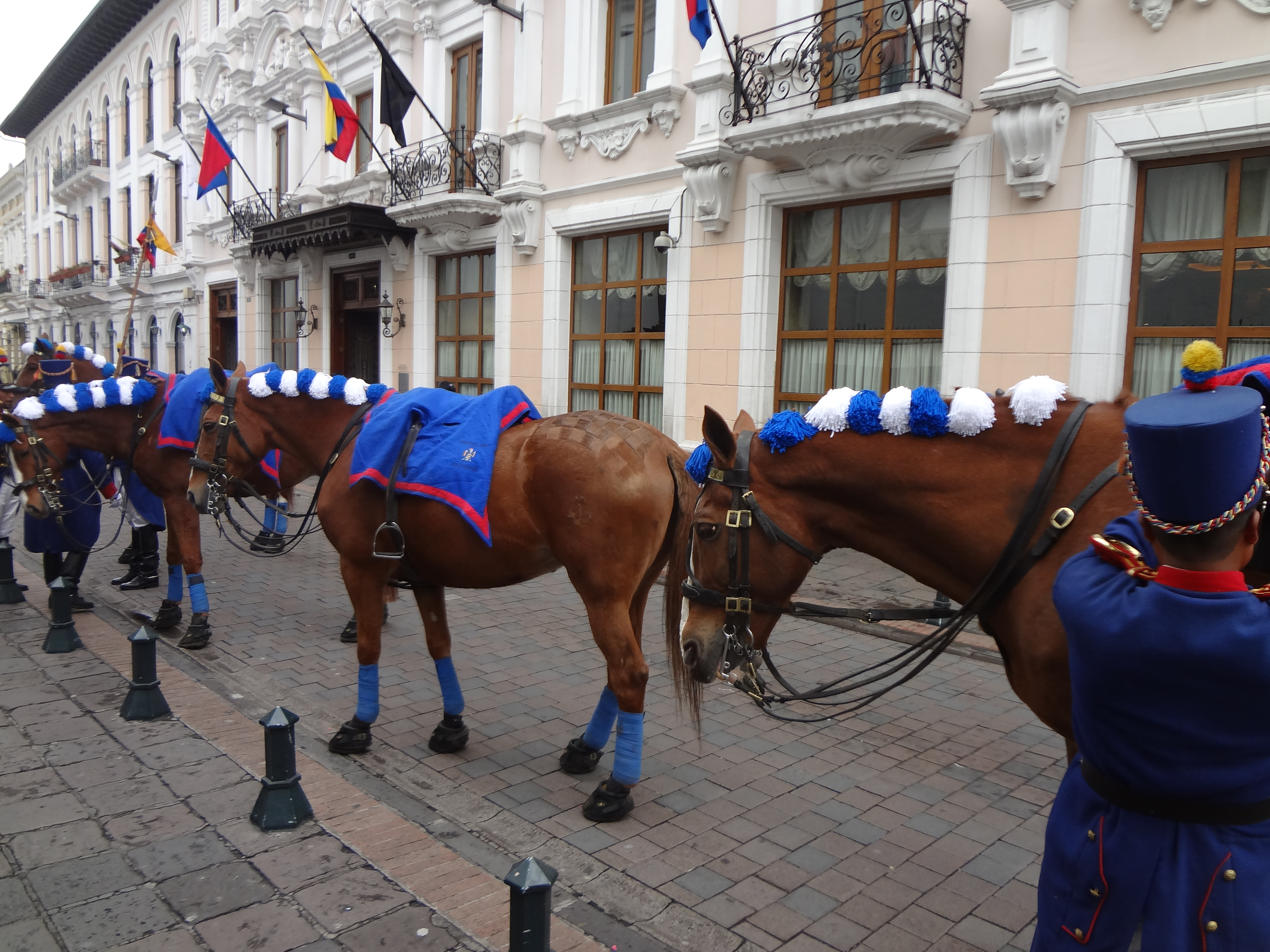
Chevaux de parade cérémonielle à Quito.

Les pratiques équestres locales sont surtout liées au travail avec le bétail. Jusqu'à une époque récente, la présence de chèvres sauvages en Équateur entraînait des campagnes de traque à cheval, afin de parquer ces caprins dans un enclos. 
L'Équateur dispose aussi d'unités montées cérémonielles.
La sierra offre de nombreuses opportunités de tourisme équestre monté, dans les haciendas.

## Élevage

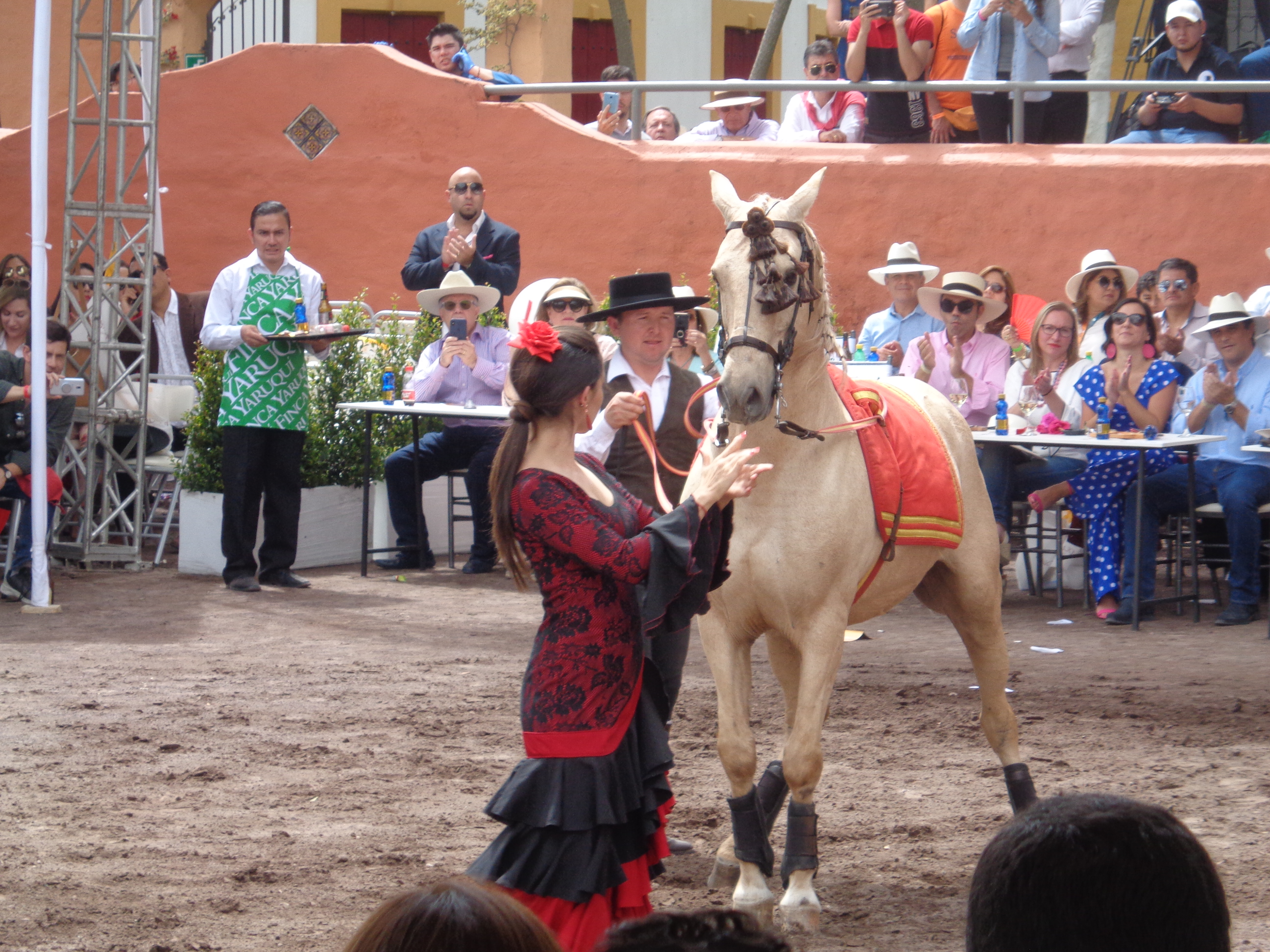
Démonstration équestre à l'ambassade d'Espagne en Équateur.

En 2012, la population chevaline en Équateur est estimée à 383 258 têtes, ce qui représente 0,65 % de la population chevaline mondiale.
La base de données DAD-IS n'indique la présence d'aucune race de chevaux spécifique en Équateur. 
Les Criollo locaux sont généralement élevés de manière extensive. Le climat local induit l'absence de perception de saisons marquées chez les animaux ; les poulinages ont généralement lieu au mois d’août, bien qu'il existe une forte variabilité sur toute l'année. Ces chevaux créoles locaux sont hauts d'environ 1,26 m, pour un poids médian de 268 kg.
Les chevaux locaux sont très rustiques et solides, capables d'atteindre de hautes altitudes. 
Les inondations des pâturages durant la saison des pluies, en mars et en avril, ont un effet fortement négatif sur les juments, et déterminent la date de poulinage durant la saison sèche.

### Maladies et parasitisme
L'Équateur fait partie des pays touchés par la fièvre du Nil occidental, causée par le virus du Nil occidental qui affecte les chevaux, mais aussi les êtres humains,.